# Grand Prix-wegrace van Tsjecho-Slowakije 1972
De Grand Prix-wegrace van Tsjecho-Slowakije 1972 was de tiende race van het wereldkampioenschap wegrace-seizoen 1972. De race werd verreden op 16 juli 1972 op de Masaryk-Ring nabij Brno. De Tsjecho-Slowaakse Grand Prix kostte het leven aan bakkenist Hans-Jürgen Cusnik. Hierdoor werd de kampioensstrijd in de zijspanklasse beslist in het voordeel van Klaus Enders/Ralf Engelhardt.

## 500 cc
In Tsjecho-Slowakije won Giacomo Agostini de 500cc-race, ondanks zijn eerdere valpartij in de 350cc-klasse, met ruim 2½ minuut voorsprong op Jack Findlay en Bruno Kneubühler.

### Uitslag 500 cc
| Pos | Coureur              | Merk        | Tijd         | Punten |
| --- | -------------------- | ----------- | ------------ | ------ |
| 1   | Giacomo Agostini     | MV Agusta   | 1h 07' 47" 8 | 15     |
| 2   | Jack Findlay         | JADA-Suzuki | +2' 32" 9    | 12     |
| 3   | Bruno Kneubühler     | Yamaha      | +3' 02" 5    | 10     |
| 4   | Rodney Gould         | Yamaha      | +3' 58" 3    | 8      |
| 5   | Billie Nelson        | Yamaha      | +4' 58"      | 6      |
| 6   | Sven-Olof Gunnarsson | Kawasaki    | +5' 17"      | 5      |
| 7   | Bo Granath           | Husqvarna   | +5' 18" 6    | 4      |
| 8   | Lothar John          | Yamaha      | +1 ronde     | 3      |
| 9   | Seppo Kangasniemi    | Yamaha      | +1 ronde     | 2      |
| 10  | Kurt-Ivan Carlsson   | Yamaha      | +1 ronde     | 1      |

## 350 cc
In de 350cc-race nam Giacomo Agostini de leiding voor Phil Read en Renzo Pasolini. Jarno Saarinen had een slechte start, maar vond al snel aansluiting. In de vierde ronde viel Agostini, waardoor Read aan de leiding kwam. Pasolini moest afhaken, maar Saarinen niet. Die passeerde Read en won de race. Read moest uiteindelijk de pit inrijden waardoor Pasolini alsnog tweede werd, vóór Dieter Braun.

### Uitslag 350 cc
| Pos | Coureur          | Merk      | Tijd      | Punten |
| --- | ---------------- | --------- | --------- | ------ |
| 1   | Jarno Saarinen   | Yamaha    | 57' 56" 2 | 15     |
| 2   | Renzo Pasolini   | Aermacchi | +1' 47" 6 | 12     |
| 3   | Dieter Braun     | Yamaha    | +2' 25" 1 | 10     |
| 4   | Bruno Kneubühler | Yamaha    | +2' 34" 4 | 8      |
| 5   | Werner Pfirter   | Yamaha    | +3' 23" 2 | 6      |
| 6   | Teuvo Länsivuori | Yamaha    | +3' 35" 2 | 5      |
| 7   | František Srna   | Jawa      | +4' 17" 2 | 4      |
| 8   | Silvio Grassetti | MZ        | +4' 18" 2 | 3      |
| 9   | John Dodds       | Yamaha    |           | 2      |
| 10  | Billie Nelson    | Yamaha    |           | 1      |
| DNF | Giacomo Agostini | MV Agusta | val       |        |
| DNF | Phil Read        | MV Agusta |           |        |

## 250 cc
Na zijn overwinning in de GP van de DDR won Jarno Saarinen in Tsjecho-Slowakije opnieuw en Renzo Pasolini werd ook weer tweede, maar de derde plaats was dit keer voor Phil Read.

### Uitslag 250 cc
| Pos | Coureur          | Merk      | Tijd      | Punten |
| --- | ---------------- | --------- | --------- | ------ |
| 1   | Jarno Saarinen   | Yamaha    | 48' 42" 3 | 15     |
| 2   | Renzo Pasolini   | Aermacchi | +41" 5    | 12     |
| 3   | Phil Read        | Yamaha    | +54" 3    | 10     |
| 4   | Rodney Gould     | Yamaha    | +1' 21"   | 8      |
| 5   | Silvio Grassetti | MZ        | +1' 21" 6 | 6      |
| 6   | Börje Jansson    | Yamaha    | +1' 28" 1 | 5      |
| 7   | John Dodds       | Yamaha    | +1' 28" 5 | 4      |
| 8   | Teuvo Länsivuori | Yamaha    | +1' 42" 5 | 3      |
| 9   | Werner Pfirter   | Yamaha    | +1' 46" 2 | 2      |
| 10  | Kent Andersson   | Yamaha    | +1' 46" 5 | 1      |
| 11  | Marcel Ankoné    | Yamsel    | +2' 10" 8 |        |
| 12  | János Drapál     | Yamaha    | +2' 39" 6 |        |
| 13  | Fosco Giansanti  | Yamaha    | +2' 53" 9 |        |

## 125 cc
In de 125cc-race nam Ángel Nieto de leiding, maar hij werd bedreigd door Börje Jansson. Nieto viel en moest zijn motor over de finish duwen, maar dat was al in de voorlaatste ronde. Jansson won dus, Chas Mortimer werd tweede en Kent Andersson werd derde.

### Uitslag 125 cc
| Pos | Coureur        | Merk       | Tijd      | Punten    |
| --- | -------------- | ---------- | --------- | --------- |
| 1   | Börje Jansson  | Maico      | 47' 24" 6 | 15        |
| 2   | Chas Mortimer  | Yamaha     | +54" 2    | 12        |
| 3   | Kent Andersson | Yamaha     | +59" 1    | 10        |
| 4   | Gert Bender    | Maico      | +1' 35" 2 | 8         |
| 5   | Dieter Braun   | Maico      | +2' 29" 9 | 6         |
| 6   | Paolo Isnardi  | Morbidelli | +3' 33" 7 | 5         |
| 7   | Lothar John    | Yamaha     | +3' 46" 6 | 4         |
| 8   | Bernd Köhler   | MZ         |           | 3         |
| 9   | Aramis Brito   | MZ         |           | 2         |
| 10  | Antonio García | MZ         |           | 1         |
| DNF | Ángel Nieto    | Derbi      | valschade | valschade |

## Zijspanklasse
In de zijspanrace reden Heinz Luthringshauser en Hans-Jürgen Cusnik op de tweede plaats achter Klaus Enders/Ralf Engelhardt toen het zijspanwiel van Luthringshauser blokkeerde. De combinatie sloeg over de kop, Cusnik raakte een paal langs de baan en was op slag dood. Enders won de race vóór Chris Vincent/Michael Casey en Richard Wegener/Adi Heinrichs. Met nog één race te gaan kon Heinz Luthringshauser theoretisch nog wereldkampioen worden, maar hij startte niet meer in de laatste race van het seizoen, waardoor Enders toch met enig gemak de titel kon grijpen.

### Uitslag zijspanklasse
| Pos | Coureur          | Bakkenist        | Merk      | Tijd      | Punten |
| --- | ---------------- | ---------------- | --------- | --------- | ------ |
| 1   | Klaus Enders     | Ralf Engelhardt  | Busch-BMW | 46' 40" 1 | 15     |
| 2   | Chris Vincent    | Michael Casey    | Münch-URS | +1' 13" 8 | 12     |
| 3   | Richard Wegener  | Adi Heinrichs    | BMW       |           | 10     |
| 4   | Siegfried Schazu | Wolfgang Kalauch | BMW       |           | 8      |
| 5   | Karl Venus       | Rainer Gundel    | BMW       |           | 6      |
| 6   | Hermann Binding  | Helmut Fleck     | BMW       |           | 5      |
| 7   | Gustav Pape      | Franz Kallenberg | BMW       |           | 4      |
| 8   | Michel Vanneste  | Serge Vanneste   | BMW       |           | 3      |
| 9   | Egon Schons      | Karl Lauterbach  | BMW       |           | 2      |
| 10  | Gerhard Müller   | Harry Hoffmann   | BMW       |           | 1      |

1928 · 1929 · 1950 · 1951 · 1952 · 1954 · 1955 · 1956 · 1957 · 1958 · 1959 · 1960 · 1961 · 1962 · 1963 · 1964 · 1965 · 1966 · 1967 · 1968 · 1969 · 1970 · 1971 · 1972 · 1973 · 1974 · 1975 · 1976 · 1977 · 1978 · 1979 · 1980 · 1981 · 1982 · 1983 · 1984 · 1985 · 1986 · 1987 · 1988 · 1989 · 1990 · 1991